# Bruna Marquezine

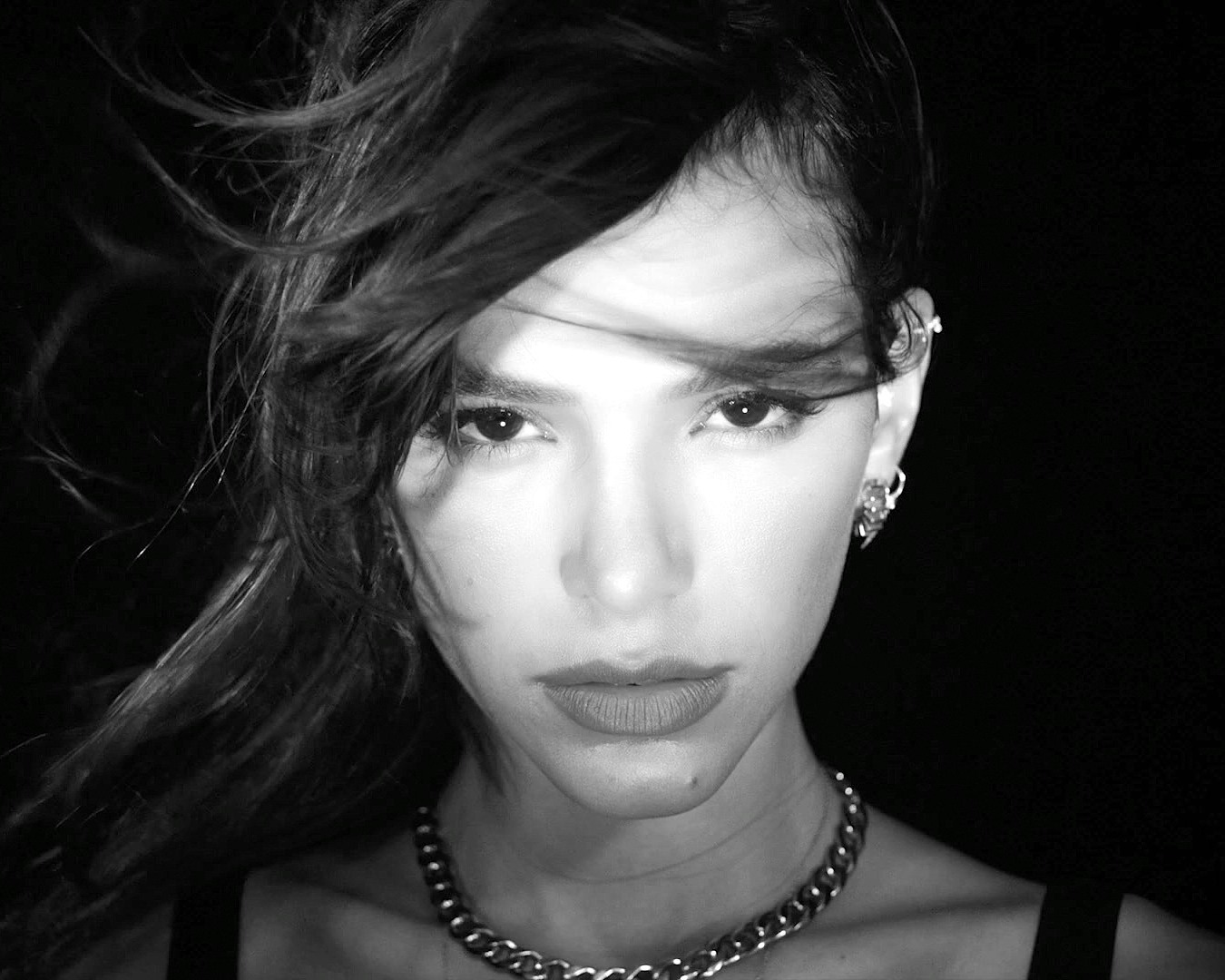
Bruna Marquezine (2021)

Bruna Reis Maia Marquezine (anhörenⓘ * 4. August 1995 in Duque de Caxias, Rio de Janeiro) ist eine brasilianische Fernsehschauspielerin und Model. Sie wurde vor allem durch Rollen in Telenovelas bekannt.

## Leben und Karriere
Marquezine wurde am 4. August 1995 in Duque de Caxias im brasilianischen Bundesstaat Rio de Janeiro als Tochter von Neide Maia und Telmo Marquezine geboren. Sie hat eine jüngere Schwester (Luana, * 2002). Die Familie ist italienischer Abstammung.
Mit vier Jahren war sie erstmals in diversen Werbespots zu sehen. 1999 spielte sie in der Fernsehserie Gente Inocente mit. Es folgten Hauptrollen in den TV-Serien Mulheres Apaixonadas als Salete Machado und Sítio do Pica-Pau Amarelo als Jajalesowie weitere Rollen in América, Cobras & Lagartos, Desejo Proibido, Negócio da China, Araguaia und Salve Jorge. Parallel zu ihrer Fernsehkarriere ist sie auch in Theaterstücken zu sehen.
2003 und 2005 gewann sie den Extra Television Award als beste Nachwuchsdarstellerin, 2003 den Prêmio Qualidade und 2004 den Prêmio Contigo ebenfalls als beste Kinderdarstellerin, dazu folgten in den nächsten Jahren weitere Nominierungen in dieser Kategorie. 2014 wurde sie für den Extra Television Award in der Kategorie beste Schauspielerin dank ihren Leistungen in der Fernsehserie Em Família nominiert.

### Privates
Bruna Marquezine war von 2012 bis 2018 mehrfach mit dem brasilianischen Fußballspieler Neymar liiert.
In Brasilien ist sie außerdem als Influencerin bekannt und in den Sozialen Netzwerken weitverbreitet. So zählt ihr Instagram-Profil zu Beginn des Jahres 2022 über 41 Millionen Follower.

## Filmografie (Auswahl)
- 1999: Gente Inocente (Fernsehserie)
- 2003: Mulheres Apaixonadas (Fernsehserie, 203 Episoden)
- 2003: Xuxa Abracadabra
- 2003: Xuxa no Mundo da Imaginação (Fernsehserie)
- 2004: Sítio do Pica-Pau Amarelo (Fernsehserie, 20 Episoden)
- 2004: A Diarista (Fernsehserie, Episode 1x11)
- 2004: Xuxa e o Tesouro da Cidade Perdida
- 2005: Mais Uma Vez Amor
- 2005: América (Fernsehserie, 72 Episoden)
- 2006: Cobras & Lagartos (Fernsehserie, 56 Episoden)
- 2007: Carga Pesada (Fernsehserie, Episode 5x06)
- 2007–2008: Desejo Proibido (Fernsehserie, 79 Episoden)
- 2008–2009: Negócio da China (Fernsehserie, 117 Episoden)
- 2009: Flordelis: Basta Uma Palavra Para Mudar
- 2009: Xuxa em O Mistério de Feiurinha
- 2010–2011: Araguaia (Fernsehserie, 15 Episoden)
- 2011: Aquele Beijo (Fernsehserie, 153 Episoden)
- 2012–2013: Salve Jorge (Fernsehserie, 20 Episoden)
- 2014: Em Família (Fernsehserie, 143 Episoden)
- 2014: Breaking Thru
- 2014: Irmã Dulce
- 2015: I Love Paraisópolis (Fernsehserie, 154 Episoden)
- 2016: Nada Será Como Antes (Miniserie, 16 Episoden)
- 2017: Oitavo (Kurzfilm)
- 2018: Deus Salve o Rei (Fernsehserie, 171 Episoden)
- 2019: Vou Nadar Até Você
- 2022: Maldivas (Fernsehserie, 7 Episoden)
- 2023: Blue Beetle
- seit 2024: Amor da Minha Vida (Fernsehserie)

## Auszeichnungen

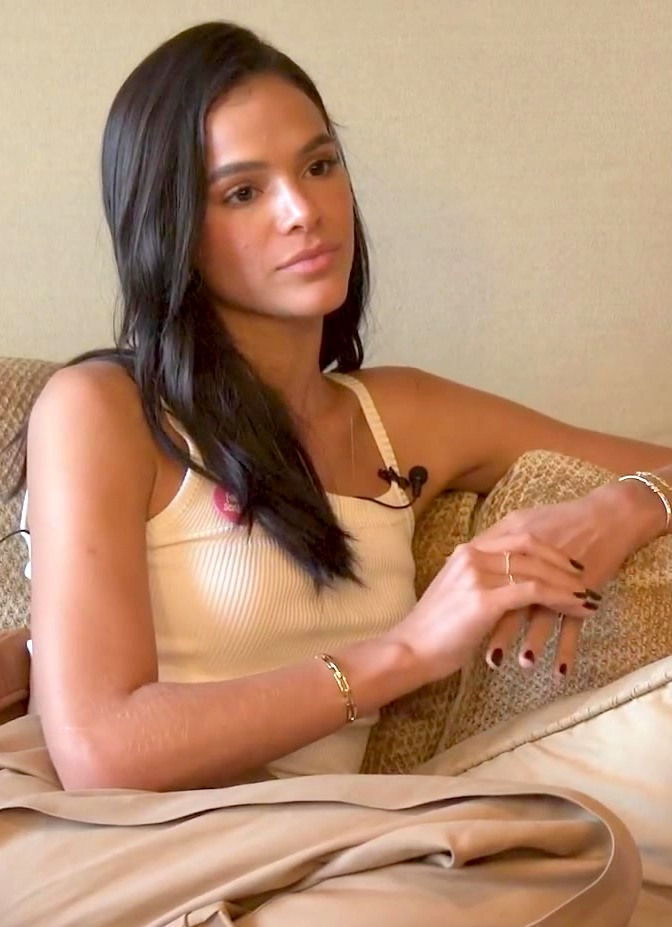
Bruna Marquezine (2020)

- 2003: Extra Television Awards Beste Nachwuchsschauspielerin
- 2003: Prêmio Qualidade Beste Nachwuchsschauspielerin
- 2004: Prêmio Contigo Beste Nachwuchsschauspielerin
- 2004: Troféu Imprensa Best Newcomer
- 2005: Extra Television Awards Beste Nachwuchsschauspielerin